# Mecyna procillusalis
Mecyna procillusalis là một loài bướm đêm thuộc họ Crambidae. Loài này được Francis Walker mô tả năm 1859. It is found in South Africa.